# Zahorbaszsza
Zahorbaszsza (biał. Загорбашша; ros. Загорбашье, Zagorbaszje) – wieś na Białorusi, w obwodzie homelskim, w rejonie żytkowickim, w sielsowiecie Ludzieniewicze.
Znajduje się tu przystanek kolejowy Zahorbaszsza, położony na linii Kalinkowicze – Łuniniec.